# Воллерсгаузен
Воллерсгаузен (нім. Wollershausen) — сільська громада в Німеччині, розташована в землі Нижня Саксонія. Входить до складу району Геттінген. Складова частина об'єднання громад Гібольдегаузен.
Площа — 9,15 км2. Населення становить 512 ос. (станом на 31 грудня 2021).

## Галерея

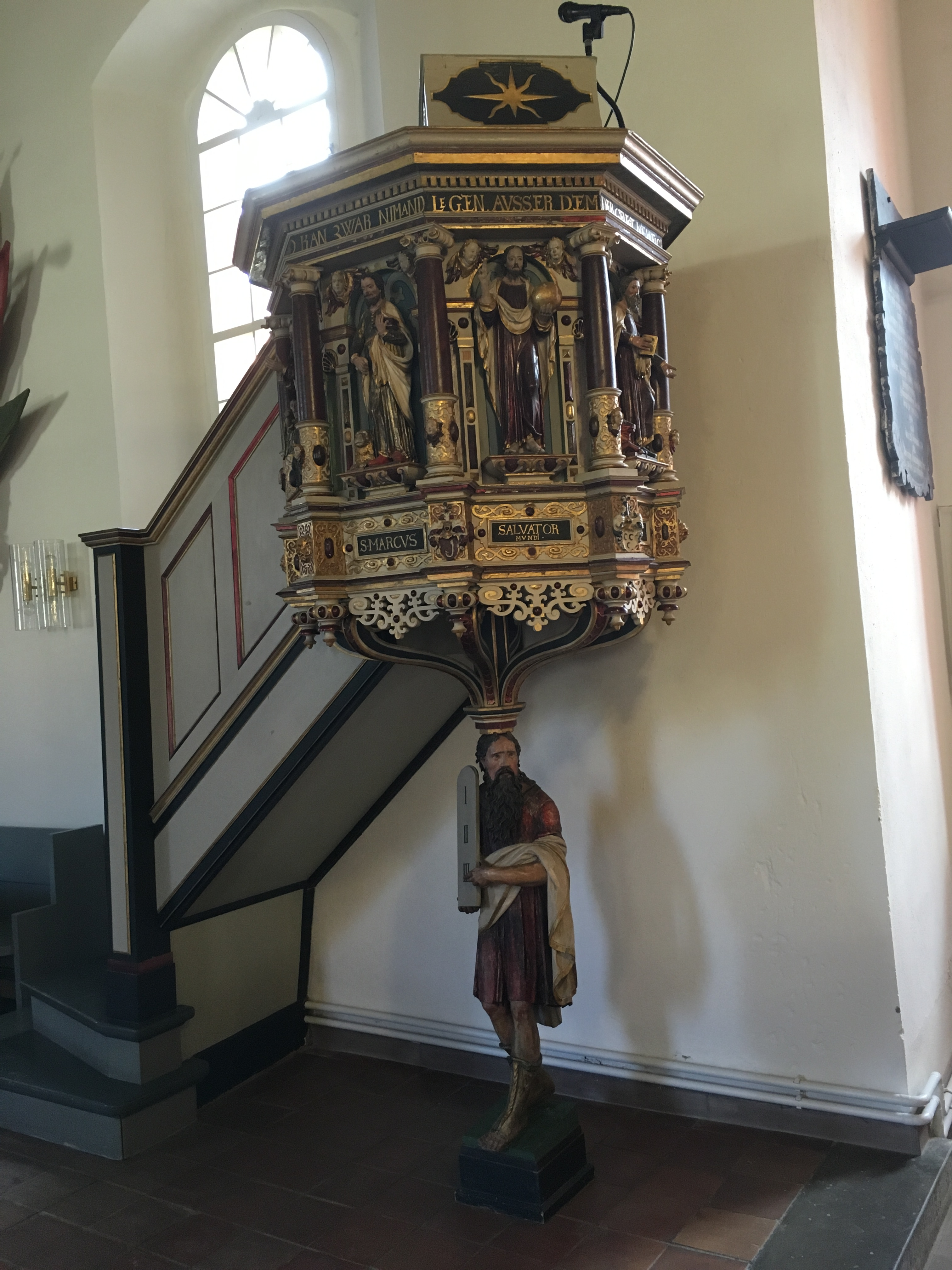
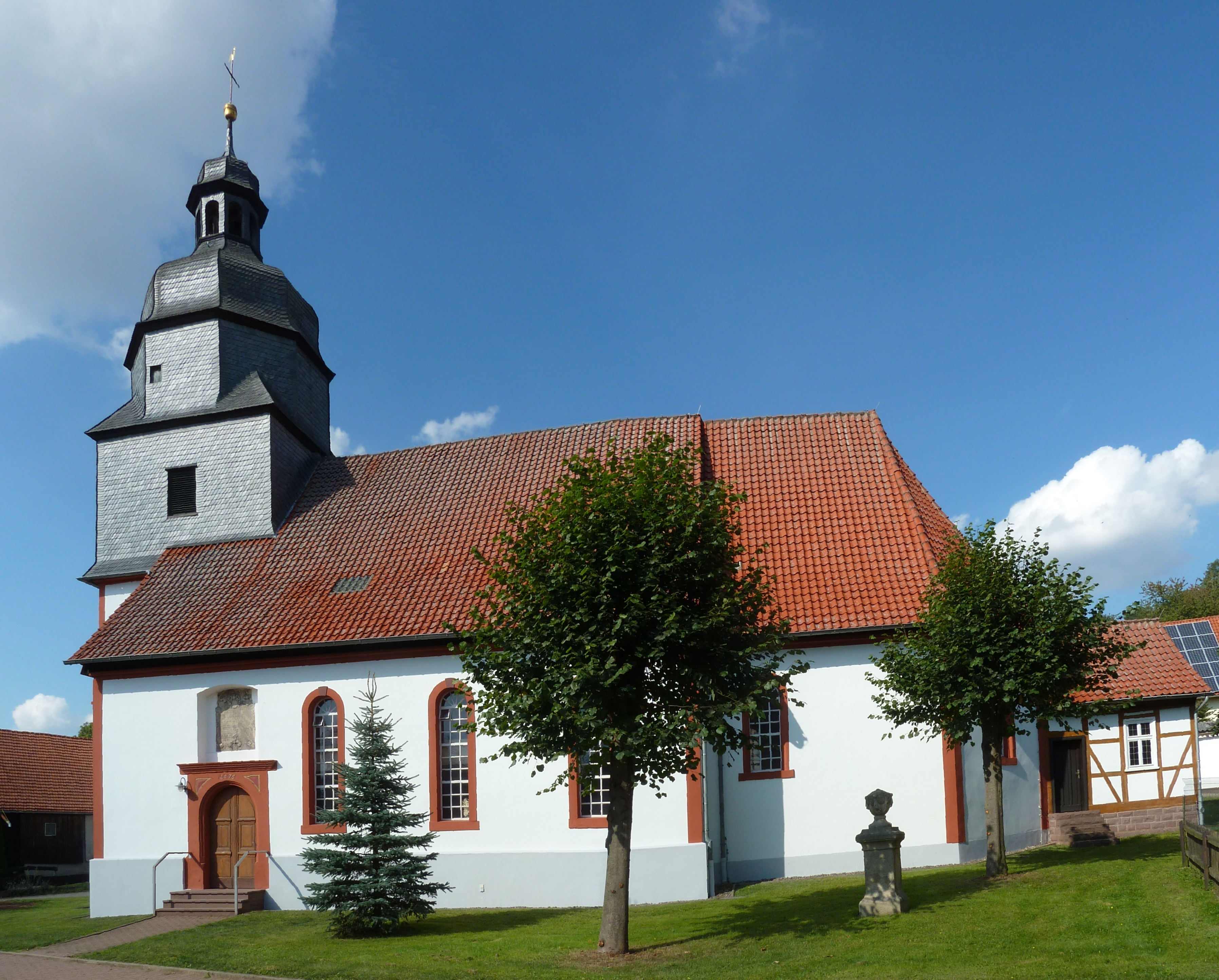